# Musée automobile de l'Aunis
Le musée de l'automobile, situé à Aigrefeuille d'Aunis  en Charente-Maritime à 20 kilomètres au nord de Rochefort, est un musée qui comporte 110 voitures anciennes (de 1912 à 1994) sous 36 marques différentes dont 28 marques françaises, une dizaine de motos mais également plus de 200 plaques émaillées et quelques pompes à essence des années 1920 à 1950.

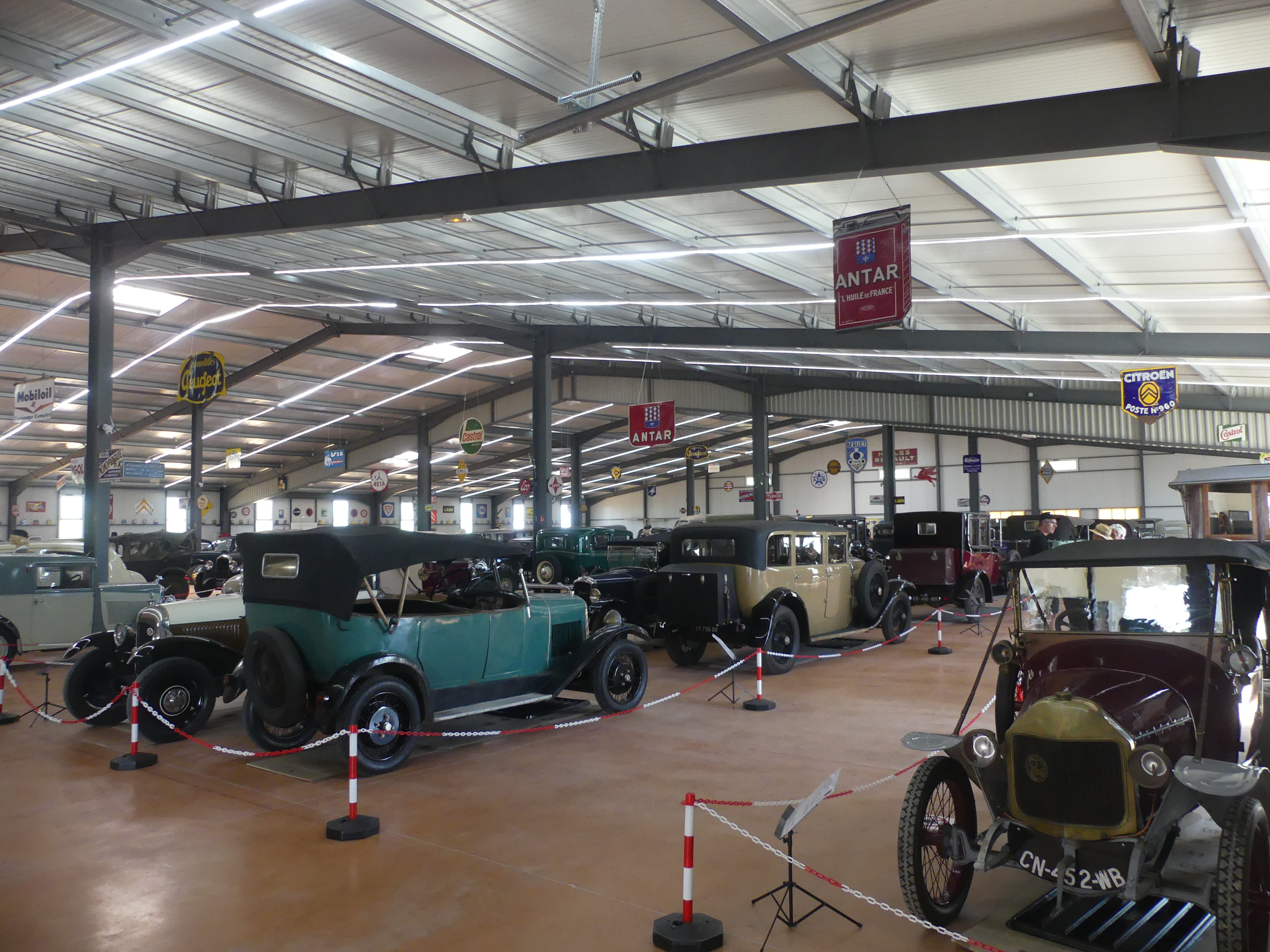
Une vue des collections

## Historique
Le musée est issu d'une collection privée créée par Gilles Gaudissard. Il présente une collection de 110 véhicules restaurées ou dans l'état d'origine. Environ 50 voitures roulent régulièrement lors de sorties et manifestations. Les restaurations sont faites par le musée
Ouvert depuis le 9 juillet 2022, les collections sont exposées sur 3000 m² avec une mise en valeur des marques françaises. Le musée est affilié à la fédération des véhicules d'époques. 
Il est thermiquement isolé et maintenu à des températures moyennes entre 20 et 22 °C.
En dehors de la période estivale, le musée est ouvert pour les groupes, sur rendez-vous.

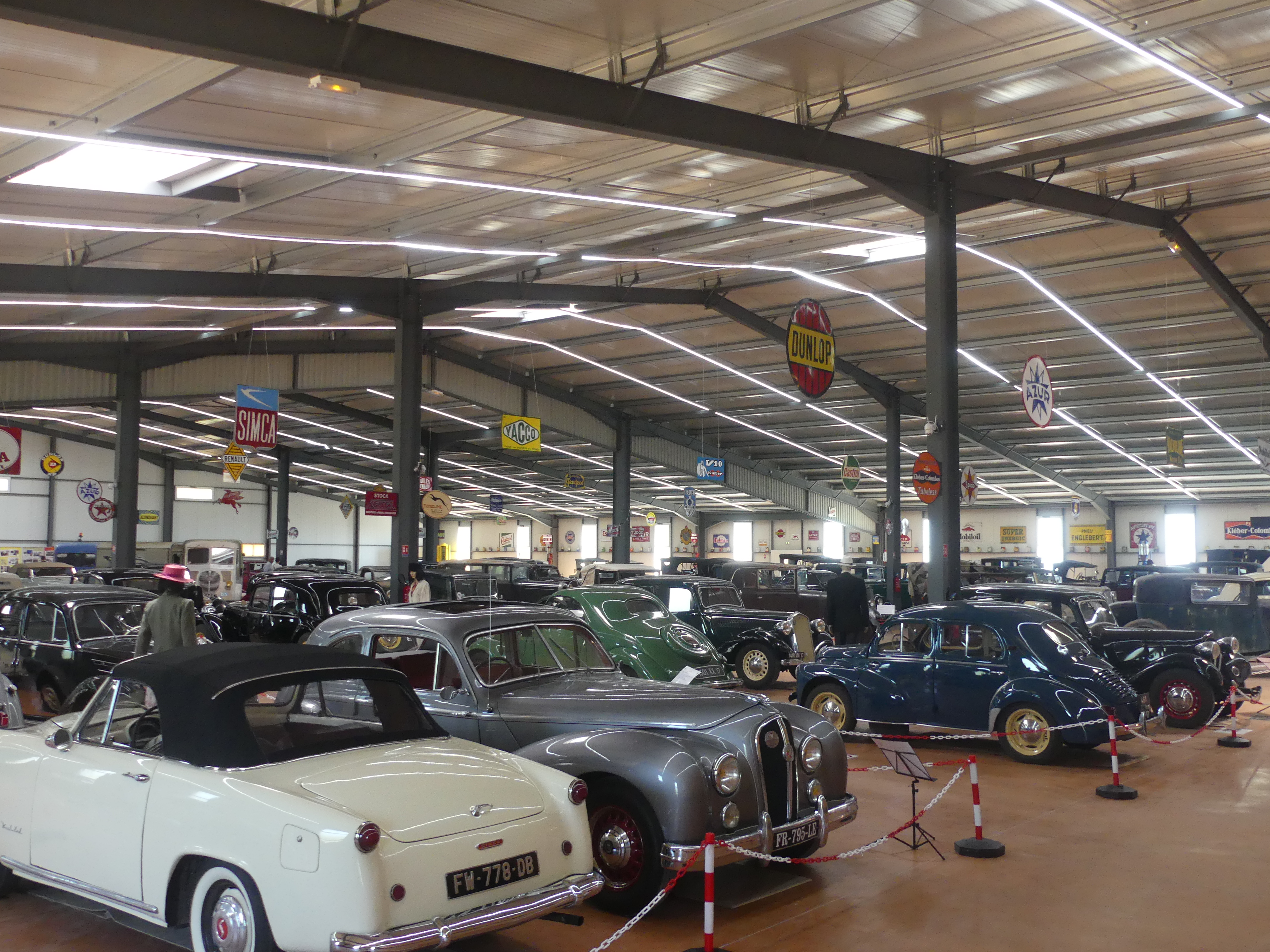
Musée de l'automobile d'Aunis.

## Collections
- Citroen
- Peugeot
- Vinot & Deguingand
- Le Zèbre
- La Ballot
- Ariès
- Philos
- Ford
- Renault
- Lancia
- Facel Vega
- Talbot
- Hotchkiss
- Panhard et Levassor
- Motobloc
- Amilcar
- Chenard et Walker
- Berliet
- Rolls Royce
- Salmson
- Poirier
- Derny
- Mathis
- Rosengart
- Delage
- La Licorne
- Rovin
- Simca
- Alfa Roméo
- Mercedes
- Unic
- Georges Irat
- Delayahe
- Donnet
- BMW
- DKW
- Chevrolet
- Sunbeam
- Matra
- Tudor

## Liens connexes
- Liste des musées de la Charente-Maritime
- Liste des musées automobile